# Helma Knorscheidt
Helma Knorscheidt (z domu Teuscher, ur. 31 grudnia 1956 w Nauendorf) – niemiecka lekkoatletka, specjalizująca się w pchnięciu kulą. W czasie swojej kariery reprezentowała Niemiecką Republikę Demokratyczną.

## Sukcesy sportowe
- pięciokrotna medalistka mistrzostw NRD w pchnięciu kulą – srebrna (1978) oraz czterokrotnie brązowa (1977, 1981, 1983, 1984)[1]
- trzykrotna medalistka halowych mistrzostw NRD w pchnięciu kulą – złota (1983), srebrna (1981) oraz brązowa (1978)[2]

| Rok  | Miasto    | Zawody                    | Konkurencja    | Wynik         |
| ---- | --------- | ------------------------- | -------------- | ------------- |
| 1977 | Sofia     | uniwersjada               | pchnięcie kulą | brązowy medal |
| 1979 | meksyk    | uniwersjada               | pchnięcie kulą | srebrny medal |
| 1981 | Grenoble  | halowe mistrzostwa Europy | pchnięcie kulą | brązowy medal |
| 1981 | Bukareszt | uniwersjada               | pchnięcie kulą | złoty medal   |
| 1982 | Ateny     | mistrzostwa Europy        | pchnięcie kulą | 6. miejsce    |
| 1983 | Budapeszt | halowe mistrzostwa Europy | pchnięcie kulą | srebrny medal |
| 1983 | Helsinki  | mistrzostwa świata        | pchnięcie kulą | srebrny medal |

## Rekordy życiowe
- pchnięcie kulą – 21,19 – Berlin 24/05/1984
- pchnięcie kulą (hala) – 21,03 – Berlin 04/08/1983